# Prix AMO
Vous pouvez aider à l'améliorer ou bien discuter des problèmes sur sa page de discussion.
- Il ne s’appuie pas, ou pas assez, sur des sources secondaires ou tertiaires. (Marqué depuis avril 2024)
- Il n’est pas rédigé dans un style encyclopédique. (Marqué depuis avril 2024)

- Archive Wikiwix
- Bing
- Cairn
- DuckDuckGo
- E. Universalis
- Gallica
- Google
- G. Books
- G. News
- G. Scholar
- Persée
- Qwant
- (zh) Baidu
- (ru) Yandex
- (wd) trouver des œuvres sur Wikidata

Le Prix AMO est une distinction française en architecture, créée en 1984 par l’association Architecture et maîtres d’ouvrage (AMO), fondée l’année précédente, en 1983, à l’initiative de Jean-Pierre Duport.
Soutenu par le ministère de la Culture, ce prix vise à distinguer conjointement un maître d’ouvrage et un architecte pour une réalisation remarquable, tant sur le plan architectural qu’environnemental. Il met en valeur leur engagement en faveur du développement durable et des principes d’éco-construction.
À partir de 2008, le Prix devient annuel, alternant chaque année entre deux thématiques : l’Habitat et les Lieux de travail.
En 2018, l’ensemble des catégories du Prix est révisé en profondeur,.
Depuis 2019, une catégorie spécifique est consacrée aux partenariats avec un pays européen.

## Catégories
Depuis 2018 et sous l'impulsion du président de l'association à l'époque, l'architecte Martin Duplantier, outre le Prix AMO, le jury décerne également des Prix dans six catégories:

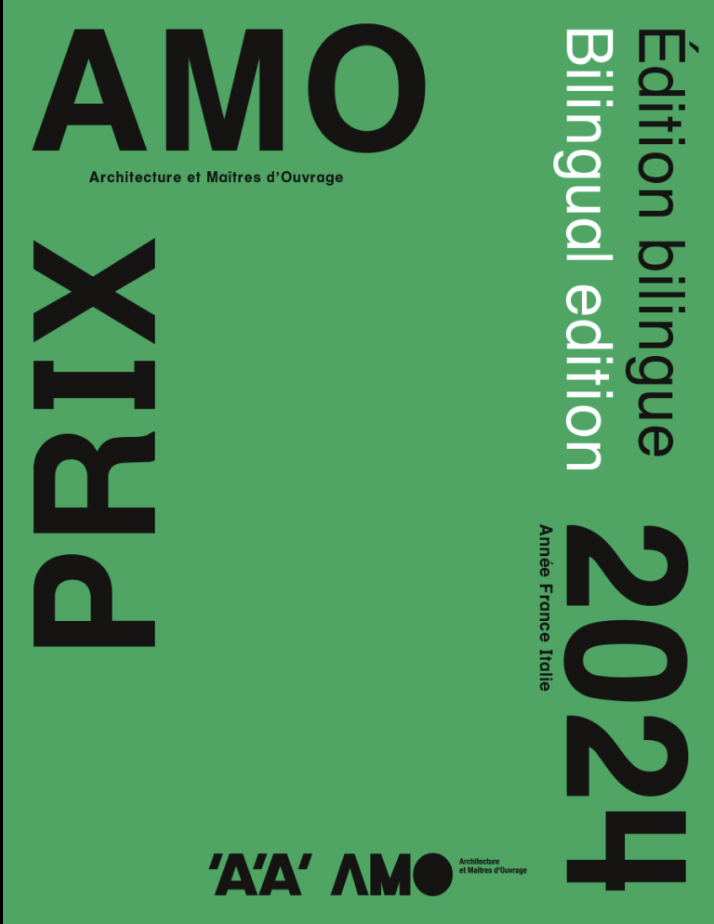
Tiré à Part 2024 AA'

- Prix de la plus belle métamorphose: distingue la plus belle métamorphose, menée dans les règles de l’art ou franchement déconcertante.
- Prix de la mise en œuvre la plus audacieuse: distingue la capacité d’engendrer l’extraordinaire en sortant des sentiers battus, en prenant des risques, en parvenant à convaincre usagers, investisseurs, collectivité, entreprises, etc.
- Prix de la typologie la plus créative: distingue l’imagination, convaincu que l’espace peut dé-normer nos émotions.
- Prix du lieu du mieux productif: récompense la réponse qui augmente le bien-être au travail et pas seulement la productivité, celle qui valorise le développement durable.
- Prix du meilleur catalyseur urbain: récompense un projet qui agit vertueusement sur son environnement et son territoire .
- Prix TransEuropArchi: récompense la meilleure collaboration transfrontalière ayant donné naissance à un ambitieux projet et affirmant une éthique architecturale commune aux maîtres d’œuvre et maîtres d’ouvrage.

## Publications
Le palmarès élargi du Prix AMO fait l'objet de diverses publications, notamment en partenariat avec l'Architecture d'Aujourd'hui sous forme de « tiré à part ».

## Lauréats

### 2025 (année en partenariat avec l'Allemagne)[4],[5],[6],[7]
25ème édition dont le palmarès sera dévoilé le 3 novembre 2025 à l'Académie du Climat, sous le parrainage de Philippe Madec.

### 2024 (année en partenariat avec l'Italie)[8],[9]

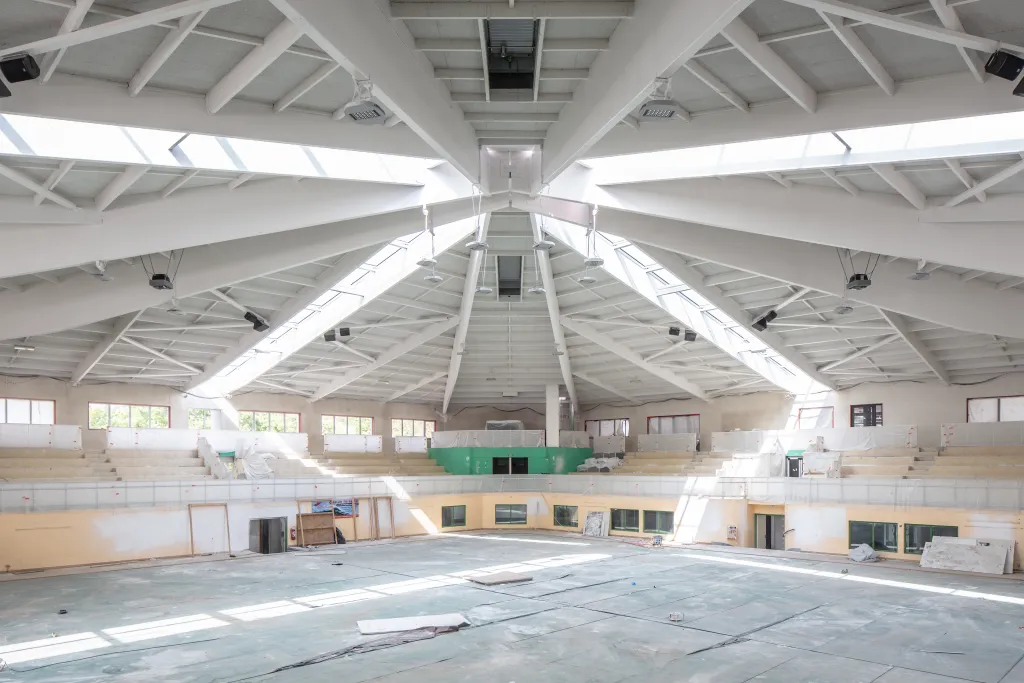
Grand Prix AMO 2024 - Dojo Wasquehal

24ème édition. Le palmarès dévoilé à la Station F sous le parrainage de Dominique Perrault.
- Prix AMO
  - Réhabilitation et extension du dojo départemental de Wasquehal (Hauts-de-France) par Bureau Face B et la Ville de Wasquehal.
- Lauréats thématiques
  - Prix de la plus belle métamorphose: réhabilitation et extension du dojo départemental de Wasquehal (Hauts-de-France) par Bureau Face B et la Ville de Wasquehal.
  - Prix de la mise en oeuvre la plus audacieuse: pôle éducatif multifonctionnel à Les Mureaux (Île-de-France) par Harari Architectes et la Ville de Les Mureaux
  - Prix de la typologie la plus créative: centre Sportif US Métro Bizot à Paris (Île-de-France) par Think Tank Architecture + RATP Real Estate
  - Prix du lieu du mieux productif: Pavillons Jardins à Paris (Île-de-France) par Atelier du Pont + Etablissement Public du Parc & de la Grande Halle de la Villette + Oppic.
  - Prix du meilleur catalyseur urbain: revitalisation du centre bourg de Dixmont (Bourgogne Franche-Comté) par Atelier Cité Architecture et la Commune de Dixmont & CAUE de l’Yonne
  - Prix TransEuropArchi: LIVE, appartements actifs à Rome (Italie) par IT'S Vision et Master Engineering Sarl
  - Prix Spécial du Jury #1: Résidences étudiantes à Dakar (Sénégal) par Amsa Realty et Hardel et Le Bihan Architectes et Alun Be
  - Prix Spécial du Jury #2: Institut Méditerranéen de la Ville et des Territoires à Marseille (Provence-Alpes-Côte d'Azur) par NP2F et l'Oppic.

### 2023 (année en partenariat avec la Suisse)[10],[11],[12]

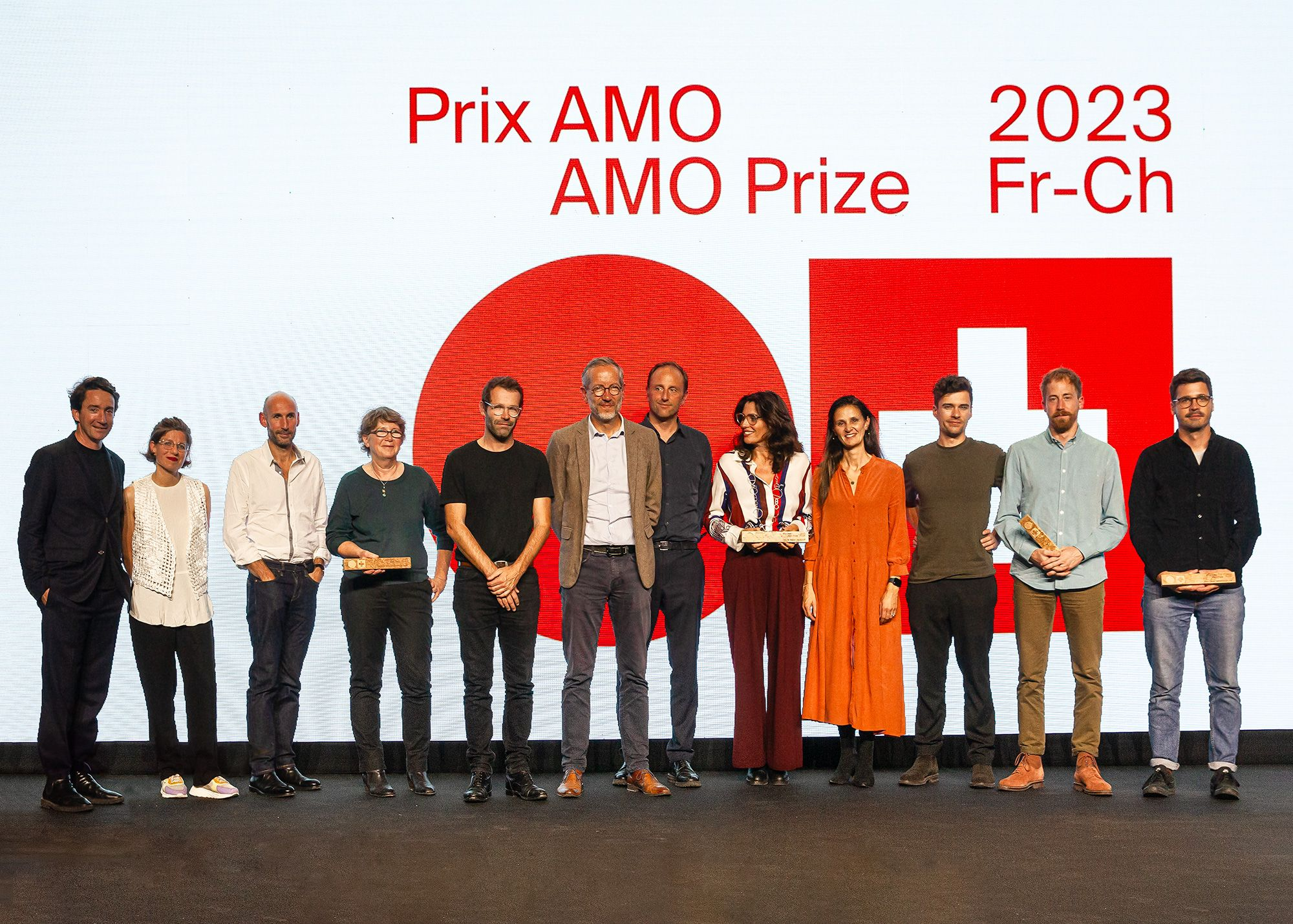
Cérémonie remise des Prix AMO 2023 à Bordeaux.

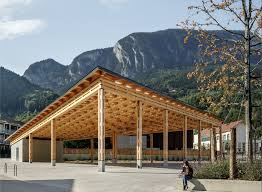
Grand Prix AMO 2023 - Scionzier

23ème édition dont le jury a été présidé par François de Mazières.
- Prix AMO
  - Rénovation du cœur de ville de Scionzier (Haute-Savoie) par la Ville de Scionzier et Atelier Archiplein
- Lauréats thématiques
  - Prix de la plus belle métamorphose: Réhabilitation et extension d’une piscine communautaire par la Communauté de communes de Saint-Méen Montauban (Ille-et-Vilaine) et RAUM architectes
  - Prix de la mise en oeuvre la plus audacieuse: Immeuble bioclimatique à Rennes (Ille-et-Vilaine) par Archipel Habitat et Julien Boidot & Émilien Robin architectes
  - Prix de la typologie la plus créative: Le silo Erlenmatt à Bâle (Suisse) par Stitfung Habitat et Harry Gugger Studio
  - Prix du lieu du mieux productif: Maroquinerie de la Sormonne (Ardennes) par Hermès International et Coldefy Architectes.
  - Prix du meilleur catalyseur urbain: Troquet, tiers lieu par la Commune de Quesnoy-sur-Deûle (Nord) et HBAAT
  - Prix TransEuropArchi: Rénovation du cœur de ville de Scionzier (Haute-Savoie) par la Ville de Scionzier et Atelier Archiplein

### 2020 (année en partenariat avec l'Espagne)
22ème édition
- Prix AMO
  - Prix de la mise en oeuvre la plus audacieuse: Équipement technique en écosite à Villard-de-Lans (Isère) par Communauté de Communes du Massif du Vercors et Atelierpng
- Lauréats thématiques
  - Prix de la plus belle métamorphose: la caserne Lourcine à Paris par l'EPAURIF et Chartier Dalix Architectes
  - Prix de la mise en oeuvre la plus audacieuse: Équipement technique en écosite à Villard-de-Lans (Isère) par Communauté de Communes du Massif du Vercors et Atelierpng
  - Prix de la typologie la plus créative: EdIfIcIo de vIvIendas para cuatro amIgos à Barcelone (Espagne) par Promocions BCN Pujades et  Lola Domenech et Lussi + Partner AG
  - Prix du lieu du mieux productif: Cour à Thionville (Moselle) par les Pompes funèbres et marbrerie Henri Battavoine et Gens Architectes.
  - Prix du meilleur catalyseur urbain: El Teleclub - Espace communautaire à Noviercas (Espagne) par la Ville de Noviercas et Rocío García Peña & Pedro Torres García-Cantó.
  - Prix TransEuropArchi: Helga de Alvear of Contemporary Art à Càceres (Espagne) par le Gouvernement d’Extremadura et Fondation Helga de Alvear et Emilio Tuñón Arquitectos.

### 2019 (année en partenariat avec la Belgique)[14],[15]

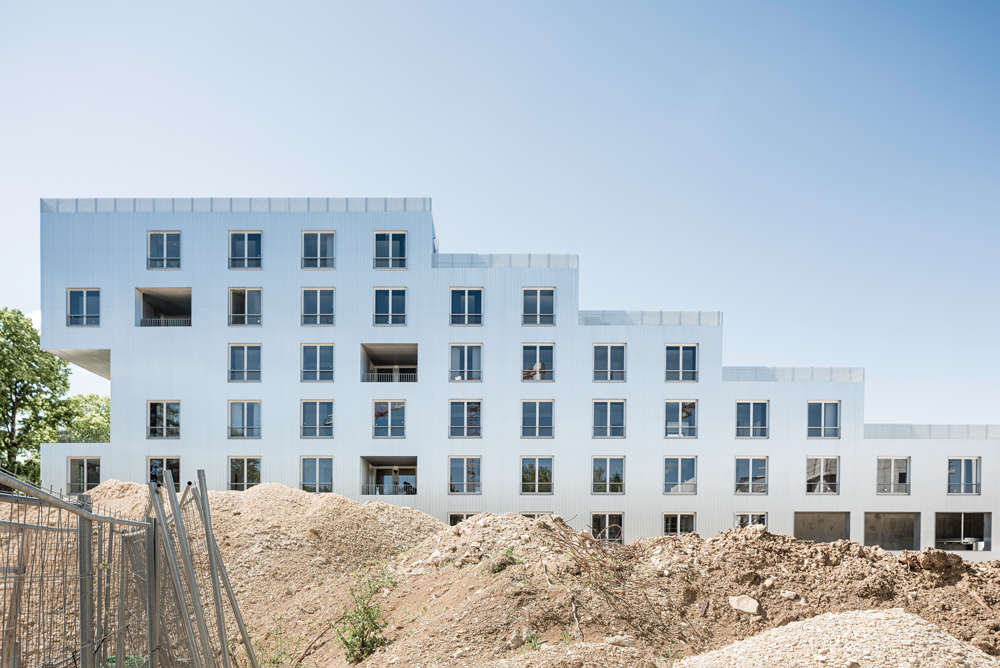
Grand Prix AMO 2019 - Unité(s)

21ème édition, 1ère édition européenne.
- Prix AMO
  - Grand Prix AMO: Unité(s) à Dijon (Côte d'Or) par Grand Dijon Habitat et Sophie Delhay Architecte.
- Lauréats thématiques
  - Prix de la plus belle métamorphose: Musée de Lodève à Lodève (Hérault), par Communauté de communes du Lodévois et Larzac et Projectiles architectes.
  - Prix de la mise en oeuvre la plus audacieuse: le Pavillon d'accueil Clémenceau à Saint-Vincent-sur-Jard (Vendée) par le Centre des Monuments Nationaux et Titan architectes.
  - Prix de la typologie la plus créative: Unité(s) à Dijon (Côte d'Or) par Grand Dijon Habitat et Sophie Delhay Architecte.
  - Prix du lieu du mieux productif: Frans Masereel Centrum à Kasterlee (Belgique) par Frans Masereel Centrum et LIST / Hideyuki Nakayama Architecture.
  - Prix du meilleur catalyseur urbain: Alvéole 12 à Saint-Nazaire (Loire Atlantique) par la Ville de Saint-Nazaire et 51N4E (architectes mandataires), Bourbouze & Graindorge (architectes associés)
  - Prix TransEuropArchi: Conservatoire de musique de Montataire à Montataire (Oise) par la Ville de Montataire et Hart Berteloot atelier architecture territoire (architectes mandataires), Atelier Pierre Hebbelinck (architecte associé)

### 2018[16],[17]

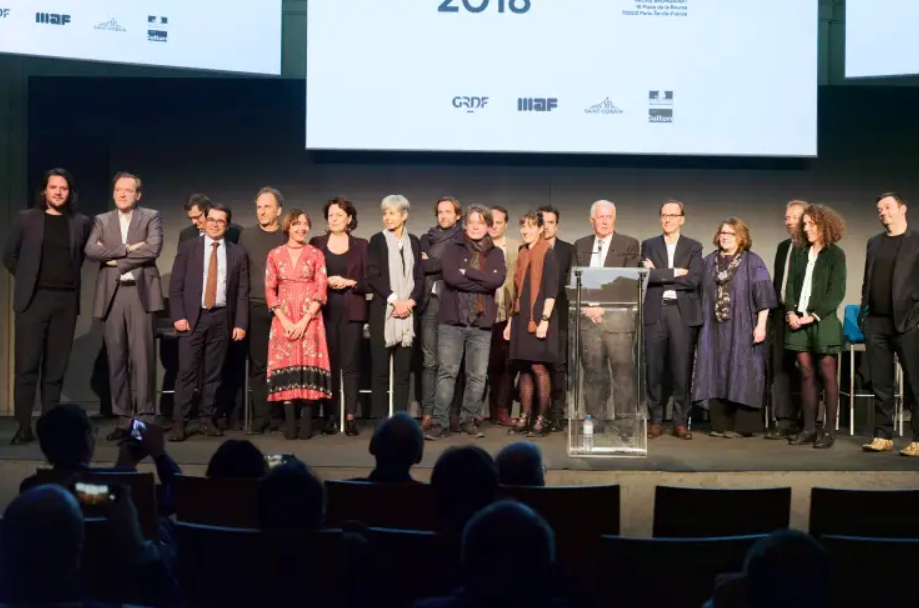
Cérémonie remise des Prix AMO 2018

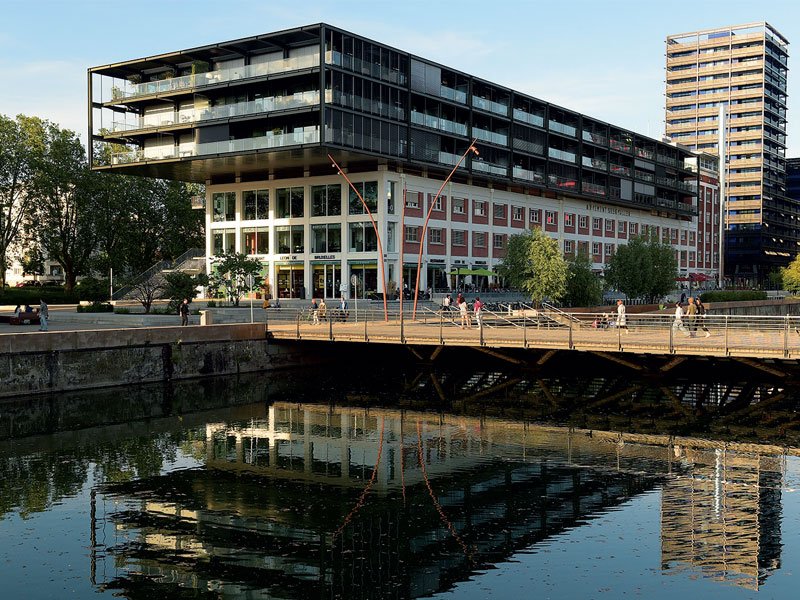
Grand Prix AMO - Dock Malraux

20ème édition dont le jury a été présidé par Véronique Bédague et Dominique Coulon.
- Prix AMO
  - Dock Malraux à Strasbourg (Bas-Rhin) par Icade Grand Est et Georges Heintz et Anne-Sophie Kehr (architectes associés)
- Lauréats thématiques
  - Prix de la plus belle métamorphose: Dock Malraux à Strasbourg (Bas-Rhin) par Icade Grand Est et Georges Heintz et Anne-Sophie Kehr (architectes associés)
  - Prix de la mise en œuvre la plus audacieuse: Salle Quai de Moselle à Calais (Nord Pas de Calais) par la Ville de Calais et Face B (architecte mandataire),
  - Prix de la typologie la plus créative: Résidence Universitaire Chris Marker à Paris par RATP et Logis Transports et Eric Lapierre Expérience (architecte)
  - Prix du lieu du mieux productif: Laboratoire culinaire de la Maison Ferber à Niedermorschwihr (Haut-Rhin) par Maison Ferber et AEA Architectes (architectes associés)
  - Prix du meilleur catalyseur urbain: Centre d'hébergement et d'accueil international à Cahors (Lot) par Grand Cahors et Antonio Virga Architectes (architecte mandataire)

### 2016
19ème édition des Prix AMO dont le jury a été présidé par Marc-Antoine JAMET alors secrétaire général de LVMH. La cérémonie de remise des Prix AMO cette année là ayant été présidée par la Ministre de la Culture, Audrey Azoulay. Palmarès:
- Prix AMO Lieu de travail et d'activités: nouveau siège social de TIGF à Pau (Pyrénées-Atlantiques) par TIGF (Transports Infrastructure Gaz France) et Architecture 360°
- Prix AMO Habitat pour la réalisation du 25 rue Michel le Comte à Paris par Elogie et Atelier du Pont
- Prix Spécial AMO Fondation Excellence SMA pour les Terrasses du Rocher à Saint-Malo (Ille-et-Vilaine) par OCDL Giboire et Atelier Loyer
- Prix Spécial AMO GrDF à la Résidence Blanche de Castille à Saint Ouen l’Aumône (Val d'Oise) par Emmaüs Habitat et Arc.Ame
- Prix Spécial AMO  Saint-Gobain: Laboratoire de mécanique et d’acoustique (LMA) du Centre national de la recherche scientifique (CNRS) par Groupe 6[19]
- Prix Spécial du Jury à Garance / Centre de Bus de Lagny à Paris 20ème par RATP / Icade et Métra & Associés.
- Mention spéciale du Jury au Jardin de Jules à Villeurbanne (Rhône) par Rhône Saône Habitat et Arbor&Sens / Detry&Levy.

### 2015[20]

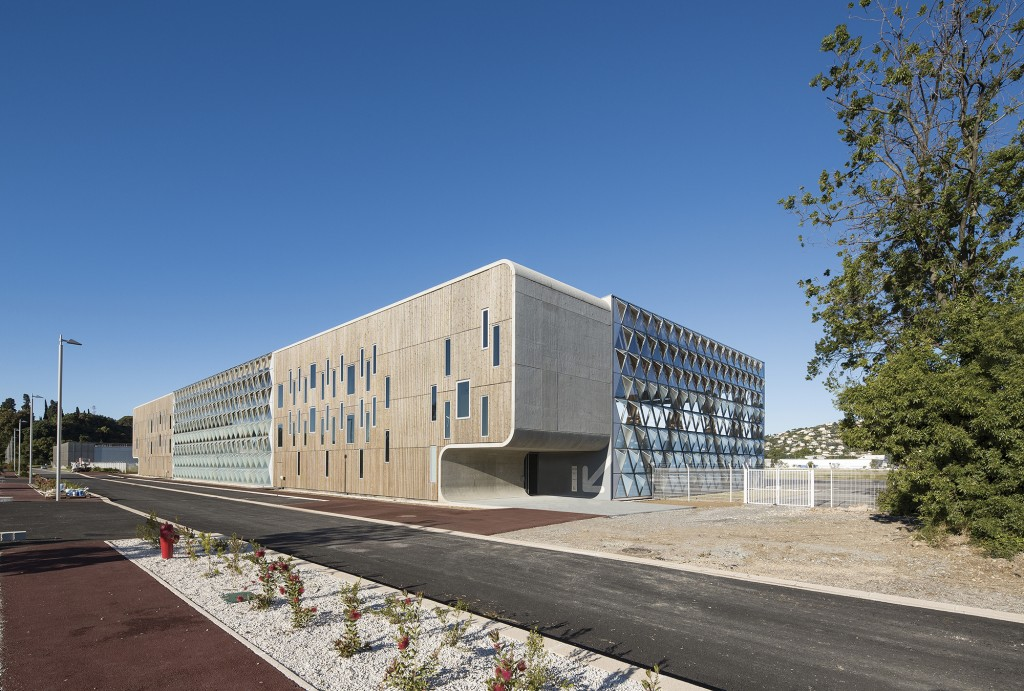
Grand Prix AMO - H16

18ème édition dont le jury a été présidé par Cynthia Fleury.
- Prix AMO "Lieux de travail, architecture, environnement": Aéroport de Nice Côte d’Azur, pôle d’aviation d’affaires Cannes-Mandelieu hangar (H16) et bureaux par Aéroport Nice Côte d’Azur et Comte Vollenweider Architectes

- Prix spécial AMO Fondation d’entreprise excellence SMA: Kergrid Sièges du SDEM, SDE et AMPM du Morbihan par SDE/SDEM et AMPM et Atelier Arcau
- Prix spécial AMO GrDF: Extension-restructuration du Centre de maintenance Groupement Hélicoptères de la sécurité civile de Nîmes-Garon par Ministère de l’Intérieur DEPAFI-DGSCGC-GHSC et NBJ Architectes
- Prix spécial AMO Saint-Gobain: Rénovation et modernisation du siège mondial de L’Oréal par L'Oréal et Wilmotte & Associés

- Prix spécial du Jury: Siège social de Surfrider Foundation Europe par Mairie de Biarritz et Gardera Architecture
- Mention spéciale du Jury: Maison du Lac d’Aiguebelette-Nouveau site de l’Office du tourisme de Savoie par Communauté de Communes du Lac d’Aiguebelette et Fabriques Architectures Paysages

### 2013[21]
17ème édition
- Prix AMO

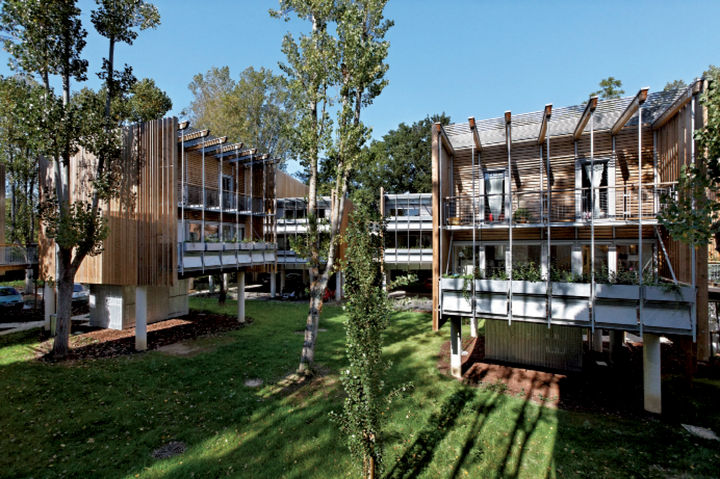
Grand Prix AMO - La Canopée

  - Zac du Séque, La Canopée, Bayonne (Pyrénées-Atlantiques) par le COL et Patrick Arotcharen[22]

- Prix AMO spécial Fondation d’Entreprise Excellence SMA: Logements passifs, Paris XXe par RIVP et Atelier Pascal Gontier[23]

- Prix AMO spécial GrDF: Logements à Chanteloup-en-Brie (Seine-et-Marne) par I3F et Jean et Aline Harari
- Prix AMO spécial Saint-Gobain: Le Candide, Vitry-sur-Seine (Val-de-Marne) par l’OPH de Vitry-sur-Seine et Bruno Rollet
- Prix AMO mention spéciale du jury: Le Clos des fées, Paluel (Seine-Maritime) par Ville de Paluel et COBE

### 2012[24]

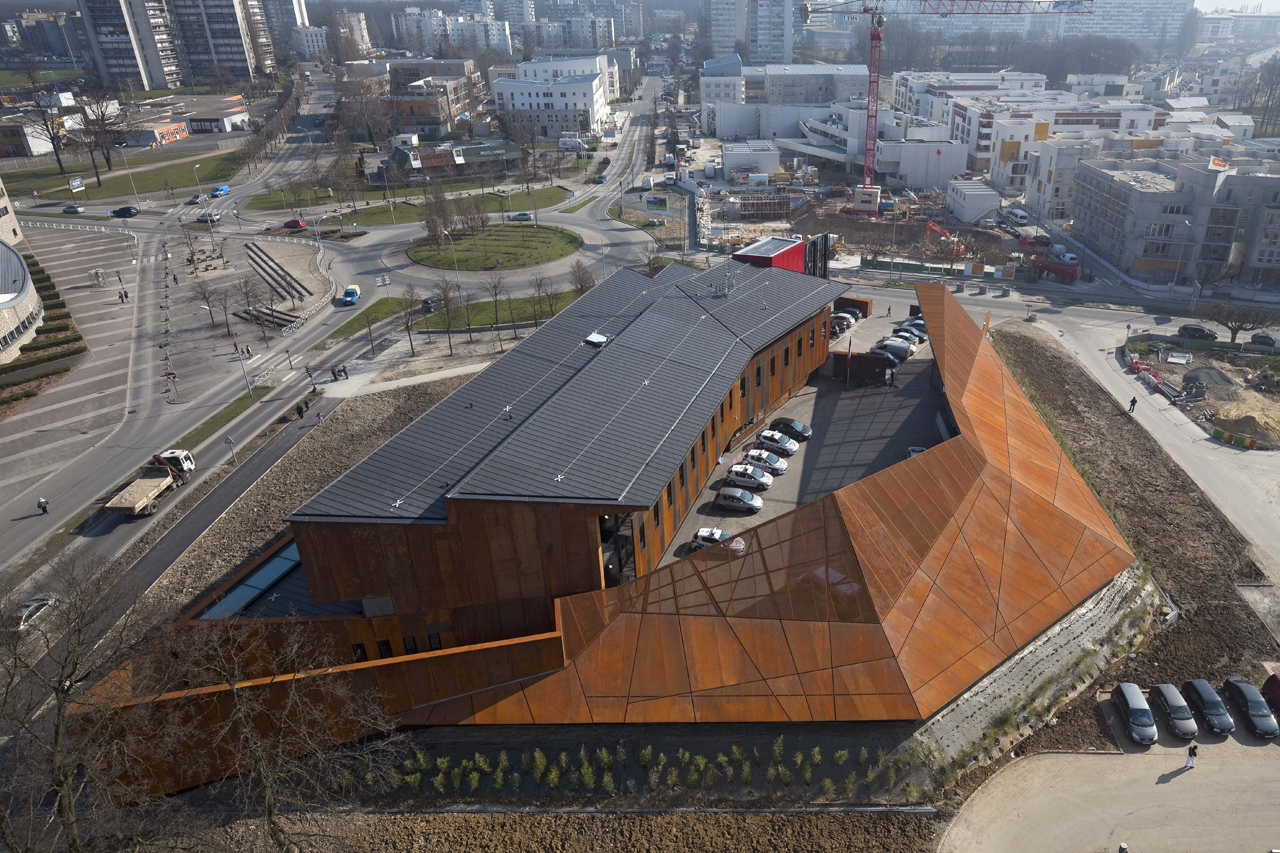
Grand Prix AMO - Commissariat de Sécurité de Proximité

16ème édition. Le Prix AMO 2012 est décerné sous l'angle des "lieux de travail, architecture environnement". Palmarès:
- Lauréat : Commissariat de sécurité de proximité à Clichy-sous-Bois-Montfermeil par Préfecture de Police et Fabienne Bulle
- Prix spécial : Siège social d'American Vintage à Signes par Yvan Pluskwa[25],[26]
- Prix spécial : la Salorge, siège de la communauté de communes de Pornic par la communauté de communes de Pornic et le cabinet Arcau[27]
- Prix spécial : Centre opérationnel de la Brigade des sapeurs-pompiers de Paris par Fabienne Bulle

### 2011[28]

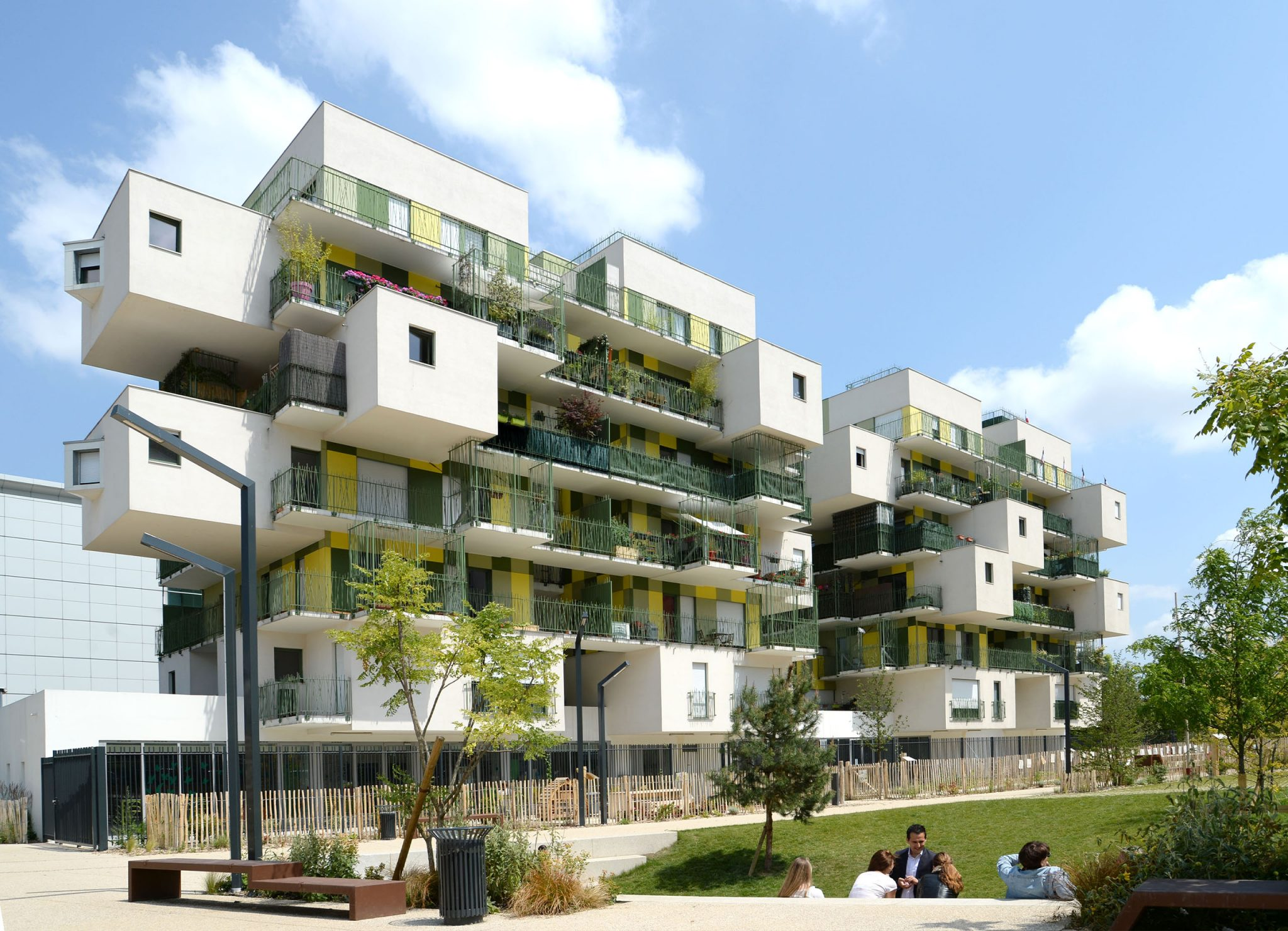
Grand Prix AMO - Les Nids

15ème édition présidée par Jean-Luc Hees alors Président-Directeur-Général de Radio France.
- Prix AMO : 28 logements sociaux (Les Nids), ZAC des Fauvelles, à Courbevoie (Hauts-de-Seine) par Groupe 3F et KOZ Architectes.
- Prix AMO spécial GrDF: 90 logements réhabilités et 119 logements neufs, Ilots Berthe-Morisot Les Bosquets, à Montfermeil (Seine-Saint-Denis) par OPH 93 et Vincent Cornu Architecture.
- Prix AMO spécial Fondation d’Entreprise Excellence SMA: 143 logements étudiants à Paris (18e) par la RIVP et LAN Architecture.
- Prix AMO spécial Saint-Gobain: 62 logements sociaux et un local d’activités, Villiot-Râpée, à Paris (12e) par Paris Habitat et Hamonic + Masson, architectes.
- Mention spéciale: 8 logements, 4 ateliers d’artistes et un local d’activité, rue du Nord, à Paris (18e) par la Siemp et Charles-Henri Tachon Architecture et Paysage.

### 2010[30]

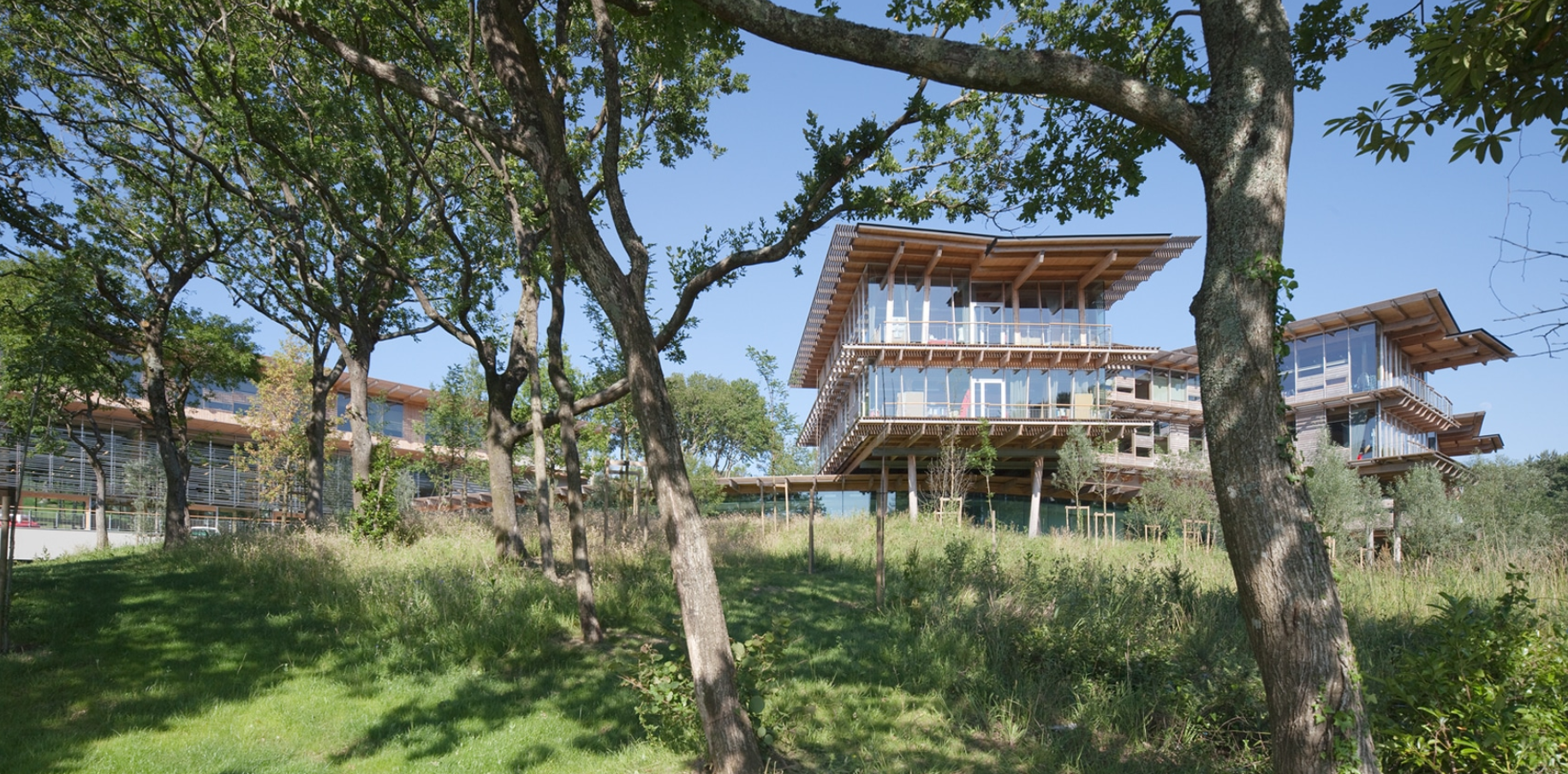
Grand Prix AMO - Campus QuickSilver

13ème édition dont le jury a été présidé par Florence Noiville.
- Prix AMO Lieux de travail Architecture Environnement: Campus Quicksilver à Saint-Jean-de-Luz (Pyrénées-Atlantiques) par Quicksilver et Patrick Arotcharen

- Prix AMO spécial Fondation d’Entreprise Excellence SMA & Prix AMO spécial GrDF: l’unité de traitement des pollutions azotées » à Achères-Site Seine-Aval par le SIAAP et Luc Weizmann

### 2009[31]

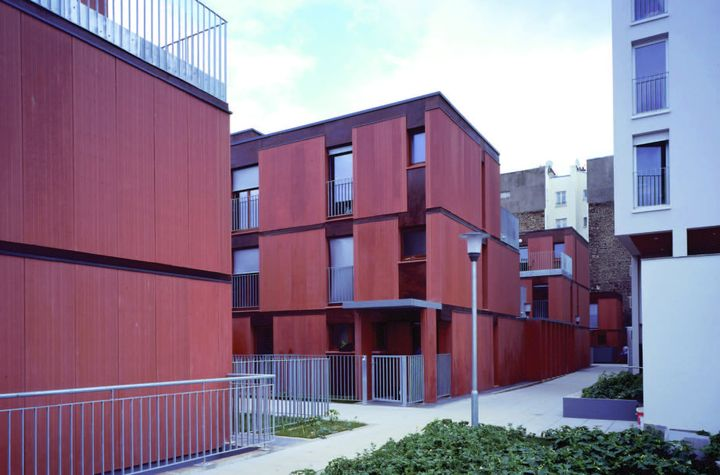
Grand Prix AMO - Villa Chevalier

12ème édition. Consacré alors depuis vingt-cinq ans à la thématique "architecture et lieux de travail", le prix AMO – désormais annuel – s’ouvre à l’habitat, une session sur deux. Prix AMO « habitat, architecture, environnement »
- 1er prix : "Villa Chevalier" à Saint-Denis (Seine-Saint-Denis) par Philia Promotion et Pascal Chombart de Lauwe et Sabri Bendimérad, architectes (Tectône).
- Mention spéciale Initiative : reconstruction, après un séisme, de cinquante maisons à Dukuh et Pundong, sur l’île de Java (Indonésie) par Fondation Abbé-Pierre/Conseil national de l’ordre des architectes/Région Rhône-Alpes/ville de Briey/association Patrick Bourrat "Pour que l’école continue" et Patrick Coulombel (Architectes de l’urgence), Romain Gagnot, Oriane le roy liberge et Alexis Cartigny.
- Prix spécial : "82 logements sociaux Plus" à La Courneuve (Seine-Saint-Denis) par Fiac SA HLM et Emmanuelle Colboc, architecte.

### 2006[32]

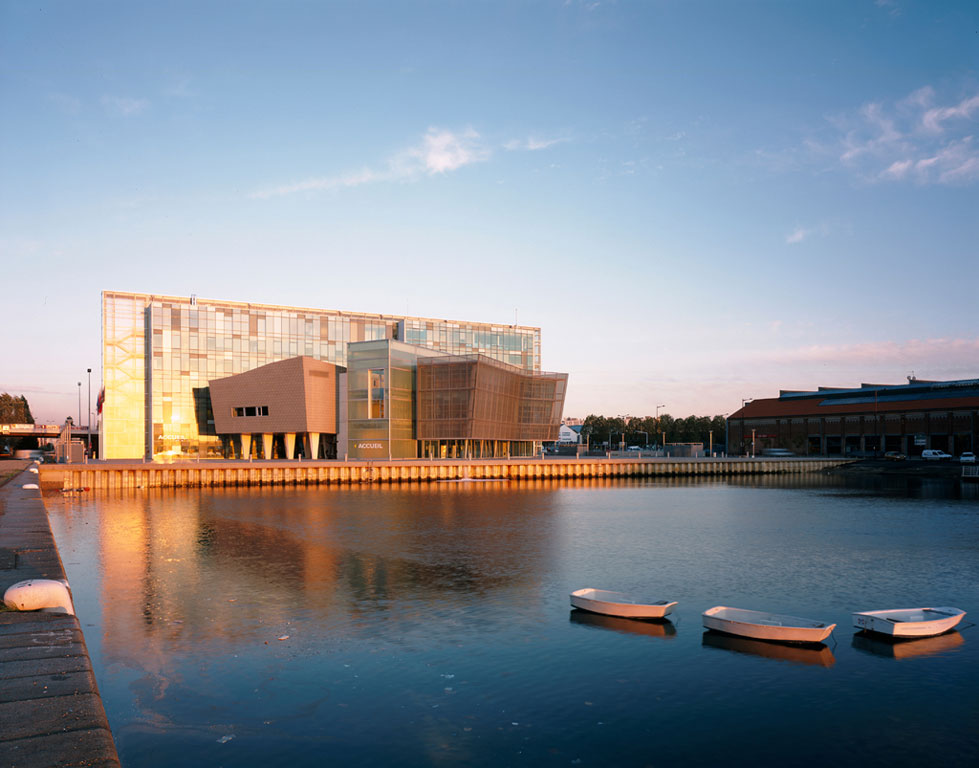
Grand Prix AMO - CCI Le Havre

11ème édition sous la présidence de jury de Laure Adler.
- Prix au bâtiment de la Chambre de Commerce et d’Industrie (CCI) du Havre par René Dottelonde et Phine Weeke-Dottelonde, architectes[33].
- Mention spéciale décernée au Centre tertiaire communautaire de Lagnes (Vaucluse) par la Communauté de communes de Coustellet et Gérard Martens.

### 2004[34]
10ème édition sous la présidence de jury de Jean-Pierre Duport, alors président de Réseau Ferré de France.
- Prix est décerné à l'Université de Limoges et aux architectes Pierre Bolze, Simon Rodriguez-Pages et Nicole Guenegon pour la nouvelle Faculté de droit et des sciences économiques de Limoges (Haute-Vienne).
- Mention spéciale à la centrale à béton de l'architecte Elisabeth Veit pour la Société Ivry-Béton du groupe SFB.

### 2002[35],[36],[37]
9ème édition sous la présidence de jury de Louis Schweitzer, alors P-DG de Renault.
- Prix à l'Hôtel du Département des Pyrénées-Atlantiques de Pau par le Conseil Général des Pyrénées-Atlantiques et Philippe-Charles Dubois et associés.

### 2000
8ème édition.

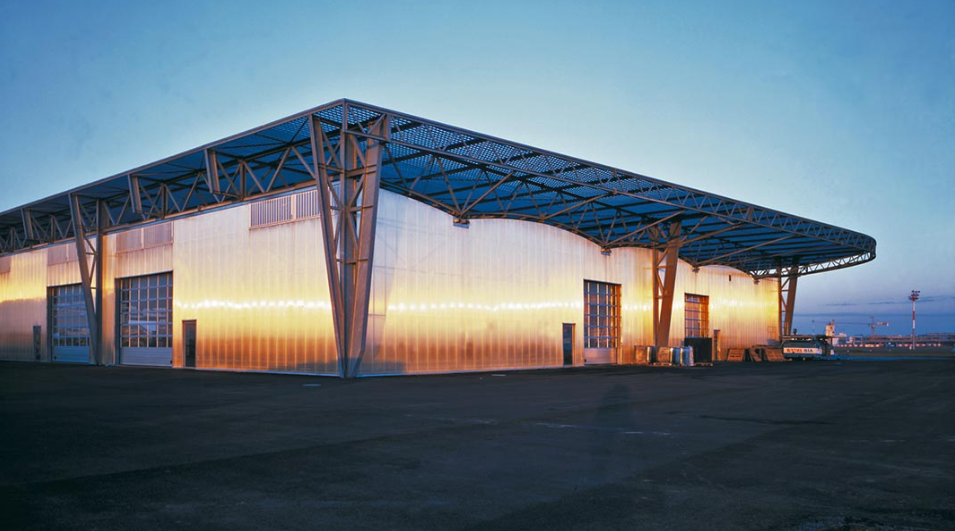
Aéroport de Nantes

- Aéroport de Nantes Atlantique à Bouguenais par Actair (SRNA) et Manuelle Gautrand.

### 1998[38]
7ème édition dont le jury a été présidé par Pierre Boulez,.
- Prix Architecture et lieux de travail au Sivom du Sidobre et aux architectes Reine Sagnes et Jean-Marie Pettes pour la réalisation de la Maison du Sidobre, à Vialavert-le-Betz, vitrine touristique et économique de ce petit massif granitique du Tarn dont la pierre fait l'objet d'une intense exploitation industrielle.
- Mention spéciale est décernée au service immobilier d'EDF et au cabinet d'architecture Tectoniques de Lyon pour le centre d'exploitation d'EDF/GDF Services de Saint-Claude (Jura).

### 1996
6ème édition avec 2 prix ex-aequo:
- Siège de l'Usine Fenwick-Linde à Elancourt par Fenwick-Linde et Danièle Damon / Patrick Colombier.
- Usine Axe à Saint-Désir de Lisieux (Calvados) par Axe et Gérard Franc / Jean-Claude Chauvidon

### 1994
5ème édition avec 2 prix ex-aequo:
- Centre de traitement des déchets Dexel à Gennevilliers (Hauts-de-Seine) par Dexel et Alain Drouin / Patrice Gobert.
- Centre d'Etudes et de Recherches de la Branche Eclairage Signalisation de Valéo à Bobigny (Seine Saint-Denis) par Valéo et Wladimir Mitrofanoff

### 1992
4ème édition.
- Unité de Mécanique Automobile à Lessay (Manche) par Formula Project et Alluin et Mauduit.

### 1990
3ème édition avec 2 prix ex-aequo:
- Hôtel industriel Berlier à Paris par la Sagi et Dominique Perrault.
- Centre Administratif et Social des Banques Populaires à Montgermont par les Banques Populaire de l'Ouest et Odile Decq / Benoît Cornette.

### 1986
- Prix pour l'immeuble de l'agence Atya à Paris par Atya et Franck Hammoutène Architecte[42].

### 1984[43]

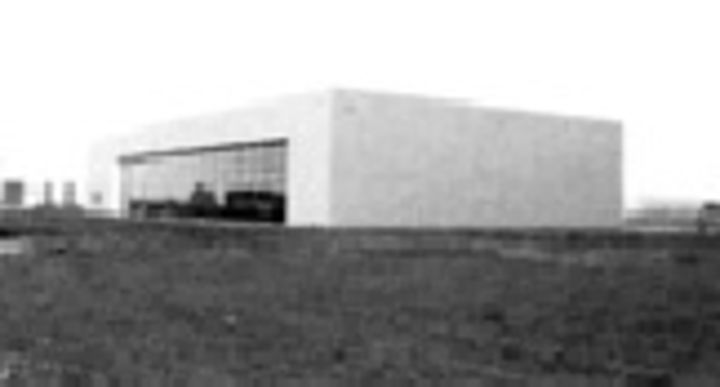
Usine Someloir à Chateaudun

Pour cette 1ère édition, le jury a décerné 2 prix ex-aequo:
- Usine Someloir à Châteaudun (Eure-et-Loir) par Someloir/ville de Châteaudun et Dominique Perrault
- Boulangerie industrielle à Lacanau (Gironde) par M. et Mme Fargues et Jean de Giacinto, Alain Loisier (architectes)[44]